# 1882 v športu
1882 v športu.

## Bejzbol
- American Association v osmih mestih na jugu ZDA ustanovi novo profesionalno ligo konkurenčno NL

## Boks
- Zadnja boksarska tekma težke kategorije brez rokavic v Mississippi Cityju

## Golf
- Odprto prvenstvo Anglije - zmagovalec Bob Ferguson

## Konjske dirke
- Grand National - zmagovalec Seaman, jahač Lord John Manners
- 16. maj: Kentucky Derby - zmagovalec Apollo
- Preakness - zmagovalec Vanguard
- Belmont Stakes - zmagovalec Forester

## Kriket
- Anglija gostuje pri Avstraliji, ki v testnem kriketu zmaga v tekmah 2-0.
- Avstralija gostuje pri Angliji in zmaga za 7. Časnik Sporting Times objavi osmrtnico angleškega kriketa, ki sproži tradicionalno rivalsko med državama imenovano The Ashes

## Lacrosse
- Ustanovljeni prvi srednješolski lacrosse klubi: Phillips Academy, Phillips Exeter Academy in Lawrenceville School
- Sedem univerz ustanovi Intercollegiate Lacrosse Association (ILA)

## Nogomet
- FA Cup - Old Etonians premagajo Blackburn Rovers z 1-0
- Irska reprezentanca odigra prvo mednarodno tekmo

## Veslanje
- Regata Oxford-Cambridge - zmagovalec Oxford

## Rojstva
- 24. januar — Ödön Bodor, madžarski atlet
- 18. februar — Harvey Sutton, avstralski atlet
- 15. marec — Jim Lightbody, ameriški atlet
- 29. april — Tom Richards, avstralski ragbist
- 5. maj — Maurice Peeters, nizozemski kolesar
- 20. junij — Arie Vosbergen, nizozemski atlet
- 24. september — Max Décugis, francoski tenisač